# Bull Run Mountain Estates
Bull Run Mountain Estates – jednostka osadnicza w Stanach Zjednoczonych, w stanie Wirginia, w hrabstwie Prince William.